# Lethrus obliquus
Lethrus obliquus is een keversoort uit de familie mesttorren (Geotrupidae). De wetenschappelijke naam van de soort werd in 1894 gepubliceerd door Andrej Petrovitsj Semenov-Tjan-Sjanski.